# Новомихайловка (Міякинський район)
Новомиха́йловка (рос. Новомихайловка, башк. Яңы Михайловка) — присілок у складі Міякинського району Башкортостану, Росія. Входить до складу Менеузтамацької сільської ради.
Населення — 55 осіб (2010; 49 в 2002).
Національний склад:
- росіяни — 74 %